# The Messengers 2: The Scarecrow
Messengers 2: The Scarecrow es una película de 2009 de terror, horror, protagonizada por Norman Reedus, Claire Holt y Erbi hace. La película sirve como una precuela de The Messengers. Fue dirigida por Martin Barnewitz, y fue puesto en libertad en DVD y Blu-ray el 21 de julio de 2009.

## Argumento
La acción comienza con una mujer (Miranda Weatherby, como veremos más adelante) corriendo a través de los campos de maíz de un enemigo invisible, que se las arregla para matarla.
John Rollins, el jefe de la familia Rollins, lucha por salvar su granja y mantener unida a su familia. Los campos de maíz están muriendo debido a que el sistema de riego no está funcionando, y los cuervos se están comiendo la mazorca. John está en deuda con el banco. Su amigo, un asesor financiero, está tratando de convencerlo para que venda la tierra, pero más tarde se revela que es para su propia conveniencia.
Un día, John descubre una puerta secreta en su granero, donde encuentra un extraño espantapájaros. Después de colocar el misterioso espantapájaros en el campo, su suerte cambia, pero también da una maldición terrible que lo empezó todo. Mientras que los cultivos empiezan a crecer, empieza a encontrar aves muertas en el campo, así como una niña misteriosa que sigue apareciendo de la nada. Al mismo tiempo, su problemático matrimonio comienza a tener más complicaciones.
Varias personas comienzan a morir, entre ellos el asesor financiero (después de que hace un movimiento para que la granja de John sea embargada) y un amigo de John, que trata de golpear a su esposa, tratando de convencerla de que deje a John. Al mismo tiempo, John se encuentra con un nuevo vecino, Jude Weatherby (Richard Riele), que parece saber más de lo que parece sobre los acontecimientos que rodearon al espantapájaros.
John comienza a creer que el espantapájaros es el origen de sus problemas y lo quema, a costa de perder su sesión de terapia con su esposa, dañando su relación aún más. Él busca a Jude por un consejo, en su lugar ve a su esposa, Miranda, a quien había visto desnuda antes. Miranda le da un poco de té, el cual mezcla con drogas. John termina drogado y Miranda se aprovecha de John y tiene un romance con él. John se da cuenta de lo que Miranda le hizo y se siente culpable.
John se da cuenta de su familia le ha abandonado por no estar a la altura de sus promesas y luego descubre que Jude y Miranda son los fantasmas de los antiguos propietarios de la finca. Ellos evocaron una maldición Vodoo para ayudarlos y le dicen a John que para sobrevivir tiene que dejar que el espantapájaros mate a su familia. Revelan que el espantapájaros hace lo que sea necesario para salvaguardar la tierra que supervisa, y asegurar que los cultivos de su amo alcancen su máximo potencial. Va a destruir a cualquiera que se interponga en el camino de este, y al ver que la familia de John es una distracción a su agricultura, el espantapájaros se dirige hacia ellos.
El sheriff se encuentra inconsciente, pero Mary sospecha que John atacó al sheriff y mató a los otros dos hombres. Creyendo que John se ha vuelto loco, Mary intenta sacar a sus hijos. Su hijo, Michael, después de haber estado al tanto del espantapájaros todo el tiempo, sale corriendo para ayudar a su padre, donde el resto ve al espantapájaros cobrar vida y atacar a la familia Rollins. El Espantapájaros mata al sheriff y ataca a la hija adolescente de Rollins, Lindsay. Sin embargo, John se las arregla para dominar al Espantapájaros en una pelea y Michael lo atropella con el tractor John. La familia destruye el espantapájaros y la película termina con el fantasma de la niña tomando los restos del espantapájaros de vuelta a la puerta secreta, donde John lo encontró primero. Después de la película, no hay claridad en cuanto quién o qué esta niña tenía que ver con la familia.

## Reparto
- Norman Reedus como John Rollins.
- Heather Stephens como Mary Rollins.
- Claire Holt como Lindsay Rollins.
- Laurence Belcher como Michael Rollins.
- Richard Riehle as Jude Weatherby.
- Darcy Fowers como Miranda Weatherby.
- Erbi Ago como Randy.
- Matthew McNulty como Deputy Milton.
- Michael McCoy como Mr. Peterson.
- Kalina Green como The Little ghost Girl.

## Producción
La filmación comenzó en abril de 2008 en Sofía, Bulgaria. Martin Barnewitz fue el director de Mensajeros 2: El Espantapájaros.
- Datos: Q2244090